# 卡羅蘭 (阿肯色州)
卡羅蘭（英語：Carolan）是位於美國阿肯色州洛根縣的一個非建制地區。該地的面積和人口皆未知。

## 地理
卡羅蘭的座標為35°05′37″N 93°58′46″W / 35.09361°N 93.97944°W，而該地的平均海拔高度為522英尺（159米）。